# Roger Rolhion
Roger Rolhion (Montpellier, 4 gennaio 1909 – Montpellier, 4 febbraio 1978) è stato un calciatore e allenatore di calcio francese, di ruolo difensore.

## Carriera

### Nazionale
Ha collezionato quattro presenze con la propria nazionale.

## Palmarès

### Giocatore

#### Competizioni nazionali
- Campionato francese di seconda divisione: 1

Saint-Étienne: 1937-1938 (gruppo Sud)